# Cathydata batina
Cathydata batina är en fjärilsart som beskrevs av Druce 1892. Cathydata batina ingår i släktet Cathydata och familjen mätare. Inga underarter finns listade i Catalogue of Life.